# Tragon silaceoides
Tragon silaceoides là một loài bọ cánh cứng trong họ Cerambycidae.